# Das Riesenbaby
Das Riesenbaby (ungarisch: Az óriáscsecsemő) ist eine Kammeroper für vier Sänger, dreistimmigen Puppenspieler-Chor und Kammerensemble in zwei Akten von Gregory Vajda (Musik) mit einem Libretto von Gregory Vajda und Péter Horváth nach dem 1926 erschienenen gleichnamigen Schauspiel von Tibor Déry. Die Uraufführung fand am 3. November 2002 im Budapester Puppentheater statt. Am 3. Juli 2018 wurde eine überarbeitete Zweitfassung als Produktion des Budapester Kolibri-Theaters im Wiener MuTh uraufgeführt.

## Handlung

### Erster Akt
Die Mutter bekommt unter großen Anstrengungen ein riesiges hermaphroditisches Baby. Sie stirbt bei der Geburt. Da Vater nicht genug Geld für die Arztkosten hat, bleibt ihm nichts anderes übrig, als ein Angebot von Nikodemos anzunehmen, dem Vizepräsidenten und Direktor der Gesellschaft für die Perfektionierung der Seelen, der Rassen und der Ethik. Dieser bietet ihm 1000 Goldstücke, wenn er ihm das Kind zur Erziehung unter strengsten moralischen Richtlinien überlässt. Er will aus ihm einen „ultrakonservativen Bürger, Gläubigen und Patrioten“ machen.
Das Kind, das von Anfang an sprechen kann, beginnt allmählich, seine Umgebung wahrzunehmen. Dabei verhält es sich extrem egoistisch, denkt nur an seine eigenen Bedürfnisse und wehrt sich gegen die Einflüsse anderer Menschen. Nikodemos informiert es darüber, dass er es seinem Vater abgekauft habe, was das Kind nach etwas Druck akzeptiert. Der Vater gibt sich alle Mühe, die Bedürfnisse seines immer hungrigen Kindes zu erfüllen. Es glaubt nicht, dass es irgendwann sterben muss. Als dem Vater eine hohe Rechnung präsentiert wird, die er nicht bezahlen kann, tötet das Kind den Überbringer und lässt die Leiche auf magische Weise verschwinden.
Das Kind ist zu einem jungen Mann herangewachsen. Nikodemos erscheint in Gestalt eines Zirkusdirektors, um es zu dressieren. Er überlegt, wie er die magischen Kräfte des Kindes am besten nutzen könnte. Als der Vater einige Vorschläge zum Wohl der Allgemeinheit macht, weist Nikodemos ihn darauf hin, dass er die Rechte zur Erziehung an seine Gesellschaft abgetreten habe. Zusammen stellen sie das Kind und seine Fähigkeiten gegen Eintrittsgeld der Öffentlichkeit vor. Doch als es damit droht, das Publikum verschwinden zu lassen, verlangen alle entsetzt ihr Geld zurück.
Obwohl der Vater immer stärkere Gewissensbisse hat, beharrt Nikodemos auf seinem Ziel, das Kind zu einem Modellbürger zu erziehen. Er hat den Einfall, auch dessen Liebesbeziehungen zu beeinflussen und bietet dem Vater Geld für die Jungfräulichkeit des Kindes. Der akzeptiert nach einigem Zögern, und schon bald organisiert Nikodemos eine geeignete Frau, um den jungen Hermaphroditen in die Liebe einzuweisen. Dieser zeigt bei der ersten Begegnung noch wenig Interesse und mäkelt an allem Möglichen herum. Doch die Frau gibt nicht auf und bringt ihn schließlich dazu, ihr seine Liebe zu gestehen.

### Zweiter Akt
Der Hermaphrodit erhält Besuch von Nikodemos und seiner ältesten Tochter Stefania, die Nikodemos überschwänglich lobt. Der Hermaphrodit bekennt beiläufig, dass er bereits mit ihr im Bett war, und beschreibt gefühllos die Vorzüge und Nachteile ihrer verschiedenen Körperteile. Doch als Nikodemos sie ihm zur Frau geben will, entgegnet er, dass er sich seltsam fühle, schon lange nichts gegessen habe und ihm seine Freiheit wichtiger sei. Nikodemos hält ihm eine Moralpredigt.
Da trifft der Vater ein und wirft Nikodemos vor, mit seiner modernen Erziehung versagt zu haben. Sein Kind stehe kurz vor dem Hungertod, und Nikodemos müsse ihm unverzüglich zu essen geben, sonst werde er sich an seinem eigenen Bart erhängen. Plötzlich fühlt sich der Hermaphrodit alt und legt sich zum Sterben hin. Stefania kann ihn aber mit ihren Liebesschwüren in Leben zurückbringen. Noch immer hat Hermaphrodit Schwierigkeiten, das Wesen der Liebe zu begreifen. Als Stefania ihm mitteilt, dass sie ein Kind erwartet, läuft er davon. Nikodemos aber sagt richtig voraus, dass er nach wenigen Minuten zurückkehren werde. Der Hermaphrodit hat inzwischen große Schulden bei Nikodemos und kann keine Hebamme bezahlen. Daher bietet ihm Nikodemos wie zu Beginn seinem Vater 1000 Goldstücke, um das Kind in seinem Sinne erziehen zu können. Der Hermaphrodit zweifelt, akzeptiert aber schließlich.
Der Hermaphrodit möchte sich aus Verzweiflung auf einen Felsen setzen und weinen – doch es schneit. Nikodemos gibt ihm einen Strohhut, mit dem er durch die Straßen gehen soll. In dieser Zeit bekommt Stefania ihr Kind – ein weiteres Riesenbaby. Der Hermaphrodit kehrt schwer verletzt zurück: Er wurde bei seinem Spaziergang von wütenden Leuten verprügelt, weil er unsinnigerweise im Winter einen Strohhut trug. Er stirbt nach einem Gespräch mit seinem Kind.
Nikodemos teilt seinem Publikum mit, dass das Riesenbaby vor einer halben Stunde verstorben und wieder auferstanden sei. Es sei unsterblich, „der größte Segen, das schönste Geschenk der Menschlichkeit“. Stefania ruft ihr Kind zu sich, um ihm ihre mütterliche Liebe zu zeigen.

## Gestaltung
In der Erstfassung von 2002 spielten eine Flöte, ein Saxophon, eine Posaune, ein Keyboard,  Schlagzeug und ein Kontrabass.
Die Instrumentalbesetzung der Zweitfassung bestand bei der Uraufführung in Wien aus Flöte, Saxophon, Trompete, Keyboard, Schlagzeug, Violine, Bratsche und Kontrabass.
Die Puppenspieler wirken als dreistimmiger Chor auch schauspielerisch und sängerisch an der Aufführung mit. Vajda sieht daher drei, sechs oder neun Puppenspieler vor. Das Kind ist im Gegensatz zu den drei anderen Partien eine Charakterrolle und benötigt keinen ausgebildeten Opernsänger.

## Werkgeschichte
Die Kammeroper Das Riesenbaby ist Gregory Vajdas erste Oper. Für die Erstfassung schrieb er das Libretto selbst. Es basiert auf dem gleichnamigen Schauspiel von Tibor Déry aus dem Jahr 1926. Dabei handelt es sich um eine surrealistische Geschichte, die das Leben im Allgemeinen zum Thema hat. Die Zielgruppe sind Jugendliche ab 16 Jahren und Erwachsene gleichermaßen.
Die Uraufführung der Erstfassung fand am 3. November 2002 im Rahmen des Budapest Autumn Festival im Budapester Puppentheater unter der musikalischen Leitung des Komponisten statt. Die Regie hatte Balázs Kovalik. Es sangen Mariann Falusi, Gábor Lengyel, Péter Bárány und Judit Rajk.
Nachdem Vajda drei weitere Opern komponiert hatte, beschloss er, das Riesenbaby zu überarbeiten, um seine neuen Erkenntnisse anzuwenden. Für die Neufassung des Librettos gewann er die Unterstützung des Schriftstellers Péter Horváth. Die Musik schrieb er vollständig um.
Die Zweitfassung wurde am 3. Juli 2018 wurde als Produktion des Budapester Kolibri-Theaters im Wiener MuTh im Rahmen des Armel Opera Festival uraufgeführt. Vajda selbst dirigierte das Kammerensemble. Regie führte János Novák. Die Choreografie stammte von János Lakatos, die Bühne von István Farkas, die Kostüme und Puppen von Klaudia Orosz. Es sangen György Philipp (das Kind), Agathe De Courcy (die Mutter, als Wettbewerbsteilnehmerin des Festivals), Ákos Ambrus (der Vater) und József Csapó (Nikodemos). Ein Videomitschnitt wurde auf Arte Concert im Internet bereitgestellt. Die Produktion wurde am 7. und 8. Juli 2018 auch in Budapest gezeigt.